# Abdul Aziz di Perak
Abdul Aziz Al-Mutasim Billah Shah ibni Almarhum Raja Muda Musa (Teluk Intan, 14 novembre 1887 – Kuala Kangsar, 26 marzo 1948) è stato sultano di Perak in Malaysia dal 1938 al 1948.

## Primi anni di vita, formazione e primi incarichi
Abdul Aziz di Perak nacque a Kampung Bandar, Teluk Anson, il 14 novembre 1887 e ricevette l'educazione primaria presso le scuole anglo-cinesi di Teluk Intan e Ipoh. In seguito continuò la formazione presso la Scuola centrale inglese di Taiping e il Collegio malese di Kuala Kangsar. Dopo essersi diplomato entrò in servizio presso l'Ufficio del Segretario di Stato di Taiping come ufficiale in formazione. Nel 1909 divenne assistente ufficiale distrettuale prima a McCoy Parit Buntar, poi a Lenggong nel distretto di Hulu Perak (nel 1911) e infine a Matang (nel 1912). Due anni più tardi, venne trasferito all'ufficio dell'ispettorato come agente di controllo della produzione di riso. Nel 1915, superato l'esame di legge, divenne assistente dirigente del distretto di Hulu Perak Lenggong. Ciò lo portò ad essere un sovrano con una vasta esperienza nella gestione del governo dello Stato. Era anche un bravo giocatore di tennis.
Nel 1919, dopo la prima guerra mondiale, con l'ascesa al trono di Iskandr, Raja Abdul Aziz venne nominato Raja Muda e prese residenza a Teluk Intan. Dal 1920 al 1925, fece carriera fino al grado di capitano nel reggimento del Perak della Forza di fanteria volontaria.
Negli anni successivi entrò nel Consiglio di Stato e divenne presidente del Consiglio dei governanti e dei chierici. Tra il 1932 e il 1935 operò come rappresentante nel Consiglio della Federazione. Fece parte anche comitato consultivo del Reggimento malese e del Consiglio del Dipartimento degli affari esteri dal 1934.

## Regno
Il 17 agosto 1938 venne proclamato sultano. Fu incoronato presso l'Istana Iskandariah di Kuala Kangsar il 4 marzo 1939. Nello stesso anno gli fu concesso il grado di colonnello onorario.

### Seconda guerra mondiale
L'8 dicembre 1941, la seconda guerra mondiale cominciò anche sulla costa orientale della penisola malese. Le truppe giapponesi iniziarono lo sbarco a Patani e Senggora, nel Siam, e a Kota Bharu, nel Kelantan, attaccando gli Stati della penisola malese. In seguito, l'esercito giapponese invase da nord il Perak e sconfisse gli inglesi nello Stato. Le truppe occuparono queste terre fino al 1945. Il governatore giapponese aveva sede a Ipoh. Abdul Aziz rimase in carica come sultano di Perak, ma tutti i suoi movimenti erano sotto la supervisione dell'esercito giapponese perché era sospettato di contatti con le forze della guerriglia inglese. Queste unità, note come "Forza 136" comprendevano paracadutisti arrivati a Hulu Perak e altre truppe sbarcate alla foce del fiume Perak. Il sultano non gradiva il modo in cui l'amministrazione militare giapponese controllava lo Stato portando disagi e difficoltà in tutti i livelli della società. Le condizioni di vita dei residenti divennero dure a causa della mancanza di cibo e vestiti.
Dopo il lancio delle bombe atomiche su Hiroshima e Nagasaki, il governo giapponese cedette. La notizia della sconfitta venne diffusa in tutto il mondo il 15 agosto 1945. Dopo la resa giapponese nella penisola malese, l'esercito britannico, non riuscì a raggiungere immediatamente i territori malesi. Di conseguenza, il Perak entrò nel caos, perché i soldati delle forze di guerriglia, soprattutto di stampo comunista, che erano nascosti nelle foreste della regione, continuarono a governare in diverse città e villaggi.

### Unione malese
Nel novembre del 1945, Sir Harold Mac Michael arrivò nel Perak per incontrare il sovrano a Kuala Kangsar e costringerlo a firmare un trattato in cui consegnava il suo regno il governo britannico. In base all'accordo, tutti gli Stati malesi sarebbero stati fusi in una federazione chiamata Unione malese. Sotto la spinta di Sir Harold MacMichael, il 22 novembre 1945, firmò a nome del governo assistito dal Raja Muda Yussuf, figlio del defunto sultano Abdul Jalil Shah Karamatullah, e di Temenggong Haji Wan Kamaruddin. L'accordo però fu criticato da molti notabili e sudditi. Nonostante questo, l'Unione malese venne istituita ufficialmente il 1º aprile 1946. Diversi sovrani ritennero di essere stati ingannati e quindi boicottarono tutti gli appuntamenti cerimoniali. Allo stesso tempo, venne creato un organo politico speciale per i malesi chiamato United Malay National Organization (UMNO). Questo partito aveva come scopo principale l'opposizione all'Unione malese. In breve, secondo loro, l'Unione aveva svuotato i sovrani del loro potere politico e rimosso la sovranità dei malesi nella loro stessa patria.
Dopo un anno e nove mesi, il governo britannico invitò i regnanti a Kuala Lumpur il 21 gennaio 1948 dove firmarono una lettera di accordo chiamata Patto federale. Con la firma dell'accordo, il governo britannico abolì l'Unione malese e creò la Federazione della Malesia. L'accordo entrò in vigore il 1º febbraio successivo.

## Morte
Dopo aver governato per dieci anni, morì per insufficienza cardiaca presso la Rest House di Lumut il 26 marzo 1948. Venne sepolto nel mausoleo reale Al-Ghufran a Kuala Kangsar e ricevette il titolo postumo di Nik'matullah.